# Eduardo García (futbolista argentino)
Eduardo García (nacido el 15 de enero de 1953) es un exfutbolista argentino. Jugaba como defensor y su primer club fue Rosario Central.

## Carrera
Se desempeñaba como marcador central. Debutó en el canalla el 3 de noviembre de 1974 ante Belgrano de Córdoba, con triunfo de Central 3 a 1. Ese fue el único partido que jugó en el Nacional de ese año. En 1975 tuvo una mayor participación en el Metropolitano, jugando 18 encuentros. Luego fue traspasado a Atlanta, y más adelante vistió la casaca de Patronato de Paraná, con el que disputó el Nacional 1978.

## Clubes
| Club            | País      | Año       |
| --------------- | --------- | --------- |
| Rosario Central | Argentina | 1974-1975 |
| Atlanta         | Argentina | 1975-1976 |
| Patronato       | Argentina | 1977-1978 |